# GEPA

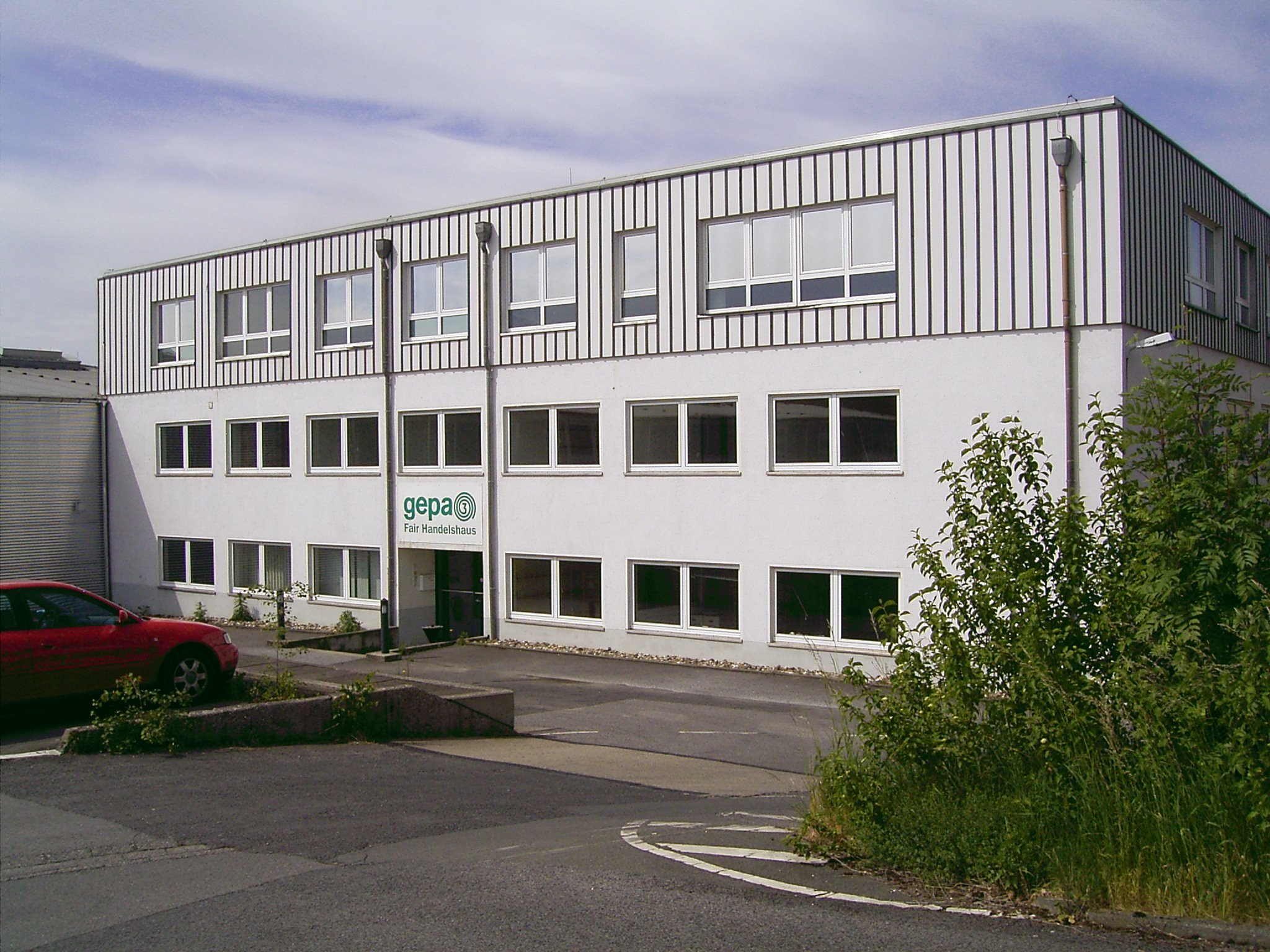
La sede a Wuppertal

La GEPA è la principale centrale di importazione, per la Germania, del commercio equo-solidale.
L'organizzazione, fondata il 14 maggio 1975, ha sede a Wuppertal. È membro dell'IFAT, la federazione internazionale del commercio alternativo, e dell'EFTA, l'associazione europea per il commercio equo (dove è il referente per i prodotti di origine biologica).
Le principali categorie merceologiche trattate da gepa sono i generi alimentari, artigianato, e prodotti tessili.
I produttori da cui si rifornisce si trovano in America Latina, Asia e Africa. Si tratta principalmente di cooperative o altri gruppi organizzati di contadini e artigiani.
Nel 2005 GEPA ha fatturato 45,3 milioni di euro.